# 太田耕二
太田 耕二（おおた こうじ、1967年11月3日 - ）は、元競輪選手。日本競輪学校（当時。以下、競輪学校）第59期生。太田真一（競輪学校第75期生）は実弟、117期の太田龍希は甥である。

## 来歴
埼玉県立川越工業高等学校を経て競輪学校に入校。同期には、小橋正義、濱口高彰、豊田知之らがいる。現役当時、弟の真一や高校の後輩である平原康多らの師匠として指導し、彼らが競輪選手となってからは、街道練習における『大宮・太田グループ』のリーダーとしての役割を果たしていた。
1987年5月9日、大宮競輪場でデビューし4着。初勝利は同年5月25日の熊本競輪場で挙げた。
2006年12月8日、立川競輪場で通算300勝を達成。
当時S級2班に在籍していた2007年5月7日、選手登録消除。
通算戦績は1534戦303勝、通算優勝回数43。
引退後、沖縄にてダイビングショップを開くも間もなく閉鎖した。